# Station Nowa Wieś Legnicka
Station Nowa Wieś Legnicka is een spoorwegstation in de Poolse plaats Nowa Wieś Legnicka.